# Delhi School of Economics
Die Delhi School of Economics (auch bekannt als DSE oder D School) ist eine Abteilung der Universität Delhi für weiterführende Forschung und Lehre im Bereich der Wirtschaftswissenschaften, Soziologie und Geografie in Delhi, Indien. Sie wurde mit Unterstützung von Premierminister Jawaharlal Nehru 1949 gegründet. Sie steht zurzeit unter der Leitung von Yogesh Tyagi.

## Geschichte
Die Einrichtung wurde 1949 gegründet, um die Verwaltung und die Policy-Entwicklung im gerade unabhängig gewordenen Indien und anderen Staaten zu unterstützen. Das Themenspektrum wurde bald erweitert und deckte u. a. verschiedene Bereiche der Betriebswirtschaftslehre ab. 1959 wurden außerdem die Abteilungen für Geografie und Soziologie gegründet. 1967 wurde die Managementlehre in einer eigenen Abteilung angesiedelt, außerdem entstand eine Abteilung für Handel, die 1993 in eine eigene Fakultät umgewandelt wurde.

## Institutioneller Aufbau
Die DSE besteht aus den Abteilungen für Wirtschaftswissenschaften, Geografie und Soziologie, die zur Fakultät für Sozialwissenschaften der Universität Delhi gehören. Die Abteilung für Handel gehört zur Fakultät für Handel und Gewerbe.

## Bekannte Absolventen und Dozenten

### Dozenten
- Amartya Sen (1961–1972), Wirtschaftswissenschaftler, Nobelpreis für Wirtschaftswissenschaften 1998
- Pranab Bardhan, Wirtschaftswissenschaftler
- Jean Drèze, Wirtschaftswissenschaftler

### Absolventen
- Amitav Ghosh, Autor
- Bingu wa Mutharika, ehem. Präsident Malawis